# ライコランド
ライコランドは、株式会社コシダテックが運営するオートバイ用品小売フランチャイズチェーン。

## 概要
株式会社デイトナの連結子会社として設立された株式会社ライコ（現：株式会社ライダーズ・サポート・カンパニー）によって千葉県沼南町（現・柏市）で創業。
当初は自社で運営・展開したが、フランチャイズチェーン本部事業は2006年（平成18年）4月、ライダーズ・サポート・カンパニーから当時親会社デイトナと資本業務提携していた株式会社オートバックスセブンへ譲渡された後、オートバックスセブンの事業再編により2009年（平成21年）2月に株式会社コシダテックへ譲渡されている（デイトナは翌2010年7月にオートバックスセブンとの提携も解消し、コシダテックと新たに資本業務提携）。
店舗は北海道から沖縄まで全国に所在し、ライダーズ・サポート・カンパニー（柏店・埼玉店）およびコシダテック子会社のKMCグループ地域別各社（KMC北日本・KMC北関東・KMC南関東・KMC中部・KMC関西・KMC南日本）によって運営されている。

## 沿革
- 1992年（平成4年） - 株式会社デイトナの連結子会社としてバイク用品の小売を行う株式会社ライコ設立[3]。
- 1993年（平成5年）3月 - 株式会社ライコにより、1号店となるライコランド千葉店を営業開始[3]。
- 1998年（平成10年）4月 - 2店舗目となるライコランド埼玉店オープン[3]。
- 2001年（平成13年）4月14日 - ライコランド多摩店オープン[3]。
- 2003年（平成15年）2月 - 株式会社アール・エス・シーと株式会社ライコが合併し、株式会社ライダーズ・サポート・カンパニーに商号変更[3]。
- 2004年（平成16年）6月3日 - フランチャイズ契約により株式会社オートバックスセブンがライコランドTokyo Bay東雲店を開店[4][5]。
- 2006年（平成18年）
  - 4月26日 - ライコランドのフランチャイズチェーン本部事業・商標をライダーズ・サポート・カンパニーからオートバックスセブンへ譲渡[1]。
  - 6月 - ライコランド環八蒲田店オープン[3]。
- 2007年（平成19年）3月24日 - ライコランド千葉湾岸店オープン[6][3]。
- 2008年（平成20年）
  - 1月12日 - ライコランド小牧インター店オープン[7]。
  - 3月7日 - ライコランド多摩境店オープン[8][9]。
  - 12月25日 - オートバックスセブンは、ライコランドのフランチャイズチェーン本部事業を株式会社コシダテック[注釈 2]に翌2009年2月1日付で譲渡することで合意[10][11]。
- 2009年（平成21年）
  - 2月1日 - 前年の合意に基づき、フランチャイズチェーン本部事業がコシダテックに譲渡される。
  - 3月31日 - オートバックスセブンが運営するライコランド小牧インター店を、コシダテック子会社の株式会社K・CUBEへ譲渡[12]。
  - 10月1日 - オートバックスセブンが運営するライコランドTOKYO BAY東雲店を、K・CUBEへ譲渡[13]。
- 2012年（平成24年）10月27日 - ライコランド沖縄店オープン。
- 2015年（平成27年）
  - 8月 - コシダテック、二輪用品事業組織を再編しKMCグループ（地域別6社）成立[14]。
  - 9月 - ライコランドCuBe京都店オープン[14]。
  - 10月 - ライコランドCuBe都城店オープン[14]。
  - 11月 - ライコランド久留米上津店オープン[14]。
- 2016年（平成28年）
  - 7月 -  ライコランドCuBe札幌白石店オープン[14]。
  - 10月 - ライコランドCuBe枚方店オープン[14]。
- 2017年（平成29年）
  - 4月14日 - ライコランド水戸店オープン[15]。
  - 4月21日 - ライコランド富士店オープン[14]。
  - 12月 - ライコランド小倉店オープン[14]。
- 2019年（平成31年）4月 - ライコランド金沢店オープン[14]。
- 2020年（令和2年）
  - 3月 - ライコランド長野オープン[14]。
  - 7月 - ライコランド盛岡店オープン[14]。
- 2021年（令和3年）
  - 1月 - ライコランドMOTOGEAR東京オープン[14]。
  - 6月 - ライコランド熊本インター店オープン[14]。
  - 8月 - ライコランドMOTO STYLE東京オープン[14]。
  - 12月 - ライコランドMOTO STYLE奈良オープン[14]。
- 2022年（令和4年）
  - 3月 - ライコランド川越ネイキッドオープン[14]。
  - 9月 - ライコランドフォレオ広島東店オープン[14]。
  - 12月 - ライコランド甲府店オープン[14]。
- 2023年（令和5年）
  - 3月 - ライコランド福岡空港店オープン[14]。
  - 4月 - SEED岡崎 SPROUTオープン[14]。

## 店舗一覧
2023年5月現在。詳細は公式サイトの店舗情報を参照。「CuBe」は小規模店舗、「MOTO STYLE」はバイクアパレルショップ、「MOTO GEAR」はパーツ・部品専門店。
- 株式会社ライダーズ・サポート・カンパニー運営[20]
  - ライコランド柏店
  - ライコランド埼玉店（アップガレージライダース埼玉上尾店と併設）
- 株式会社KMC北日本運営[21]
  - ライコランドCuBe札幌白石店
  - ライコランド郡山店
  - ライコランド盛岡店
- 株式会社KMC北関東運営[21]
  - ライコランド伊勢崎店
  - ライコランドCuBe宇都宮店
  - ライコランド長野
- 株式会社KMC南関東運営[21]
  - ライコランドTOKYO BAY 東雲
  - ライコランド MOTO GEAR東京
  - ライコランド MOTO STYLE東京
  - ライコランド 川越ネイキッド
  - ライコランド水戸店
- 株式会社KMC中部運営[21]
  - ライコランド甲府店
  - ライコランド金沢店
  - ライコランド富士店
  - ライコランド小牧インター店
  - SEED 岡崎 SPROUT
- 株式会社KMC関西運営[21]
  - ライコランド京都店
  - ライコランド姫路店
  - ライコランド MOTO STYLE奈良
- 株式会社KMC南日本運営[21]
  - ライコランドフォレオ広島東店
  - ライコランド久留米上津店
  - ライコランド小倉店
  - ライコランド福岡空港店
  - ライコランド熊本インター店
  - ライコランドCuBe都城店
  - ライコランド沖縄店

### かつて存在した店舗
- ライコランド千葉湾岸店
  - 2007年(平成20年)3月24日開店、2012年(平成25年)7月22日閉店[22]
- ライコランド吹田店　
  - 2013年(平成26年)10月25日に開店、2015年(平成28年)3月13日閉店
- ライコランド多摩境店
  - 2008年（平成21年）3月7日に開店、2019年(令和元年)11月17日閉店
- ライコランド新横浜店
  - 2020年12月27日閉店[23]。2006年に環八蒲田店としてオープン、その後新山下→新横浜と移転した[24]
- ライコランド枚方店
  - 2021年10月31日閉店[25]
- ライコランド福岡マリナ店
  - 2023年2月12日閉店[26]、3月に福岡空港店として移転オープン